# Arkas Spor Kulübü 2015-2016 (pallavolo maschile)
Questa voce raccoglie le informazioni riguardanti l'Arkas Spor Kulübü nelle competizioni ufficiali della stagione 2015-2016.

## Organigramma societario
Area direttiva
- Presidente: Lucien Arkas

Area tecnica
- Allenatore: Glenn Hoag
- Allenatore in seconda: Fazıl Demirci
- Assistente allenatore: Tilen Kozamernik
- Scoutman: Murat Haktanır

## Rosa
| N° | Nome             | Ruolo | Data di nascita  | Nazionalità sportiva |
| -- | ---------------- | ----- | ---------------- | -------------------- |
| 2  | Muzaffer Yönet   | P     | 18 giugno 1997   | Turchia              |
| 3  | Osman Durmaz     | C     | 9 settembre 1996 | Turchia              |
| 4  | Antonin Rouzier  | O     | 18 agosto 1986   | Francia              |
| 5  | Maurício Silva   | S     | 4 febbraio 1989  | Brasile              |
| 7  | Kawika Shoji     | P     | 11 novembre 1987 | Stati Uniti          |
| 8  | Gökhan Gökgöz    | S     | 6 gennaio 1993   | Turchia              |
| 9  | Hakkı Çapkınoğlu | C     | 20 luglio 1990   | Turchia              |
| 10 | Mustafa Koç      | C     | 23 febbraio 1992 | Turchia              |
| 11 | Yiğit Gülmezoğlu | S     | 28 dicembre 1995 | Turchia              |
| 12 | Hamit Mandıracı  | S     | 10 aprile 1995   | Turchia              |
| 13 | João Paulo Bravo | S     | 7 gennaio 1979   | Brasile              |
| 14 | Hasan Sıkar      | C     | 18 maggio 1991   | Turchia              |
| 15 | Caner Ergül      | L     | 31 luglio 1994   | Turchia              |
| 17 | Graham Vigrass   | C     | 17 giugno 1989   | Canada               |
| 18 | Ahmet Karataş    | L     | 31 marzo 1991    | Turchia              |
| 19 | Yiğit Onaylı     | S     | 30 maggio 1994   | Turchia              |

## Statistiche

### Statistiche di squadra
| Competizione     | Punti | In casa | In casa | In casa | In trasferta | In trasferta | In trasferta | Totale | Totale | Totale |
| Competizione     | Punti | G       | V       | P       | G            | V            | P            | G      | V      | P      |
| ---------------- | ----- | ------- | ------- | ------- | ------------ | ------------ | ------------ | ------ | ------ | ------ |
| Voleybol 1. Ligi | 41    | 11      | 9       | 2       | 10           | 5            | 5            | 27     | 16     | 11     |
| Supercoppa turca | -     | -       | -       | -       | -            | -            | -            | 1      | 0      | 1      |
| Champions League | 12    | 4       | 2       | 2       | 4            | 2            | 2            | 8      | 4      | 4      |
| Totale           | -     | 15      | 11      | 4       | 14           | 7            | 7            | 36     | 20     | 16     |

G = partite giocate; V = partite vinte; P = partite perse

### Statistiche dei giocatori
| Giocatore     | Voleybol 1. Ligi | Voleybol 1. Ligi | Voleybol 1. Ligi | Voleybol 1. Ligi | Voleybol 1. Ligi | Supercoppa turca | Supercoppa turca | Supercoppa turca | Supercoppa turca | Supercoppa turca | Champions League | Champions League | Champions League | Champions League | Champions League | Totale | Totale | Totale | Totale | Totale |
| Giocatore     | P                | PT               | AV               | MV               | BV               | P                | PT               | AV               | MV               | BV               | P                | PT               | AV               | MV               | BV               | P      | PT     | AV     | MV     | BV     |
| ------------- | ---------------- | ---------------- | ---------------- | ---------------- | ---------------- | ---------------- | ---------------- | ---------------- | ---------------- | ---------------- | ---------------- | ---------------- | ---------------- | ---------------- | ---------------- | ------ | ------ | ------ | ------ | ------ |
| J.P. Bravo    | 21               | 109              | 92               | 7                | 10               | 1                | 0                | 0                | 0                | 0                | 7                | 29               | 25               | 3                | 1                | 29     | 138    | 117    | 10     | 11     |
| H. Çapkınoğlu | 22               | 129              | 80               | 42               | 7                | 1                | 2                | 2                | 0                | 0                | 7                | 39               | 32               | 6                | 1                | 30     | 170    | 114    | 48     | 8      |
| O. Durmaz     | 3                | 21               | 13               | 7                | 1                | -                | -                | -                | -                | -                | -                | -                | -                | -                | -                | 3      | 21     | 13     | 7      | 1      |
| C. Ergül      | 8                | 1                | 1                | 0                | 0                | -                | -                | -                | -                | -                | 2                | 0                | 0                | 0                | 0                | 10     | 1      | 1      | 0      | 0      |
| G. Gökgöz     | 27               | 369              | 305              | 41               | 23               | 1                | 11               | 9                | 1                | 1                | 7                | 104              | 89               | 7                | 8                | 35     | 484    | 403    | 49     | 32     |
| Y. Gülmezoğlu | 26               | 88               | 72               | 14               | 2                | 1                | 2                | 2                | 0                | 0                | 7                | 3                | 1                | 2                | 0                | 34     | 93     | 75     | 16     | 2      |
| A. Karataş    | 23               | 0                | 0                | 0                | 0                | -                | -                | -                | -                | -                | 4                | 0                | 0                | 0                | 0                | 27     | 0      | 0      | 0      | 0      |
| M. Koç        | 27               | 210              | 133              | 64               | 13               | 1                | 8                | 8                | 0                | 0                | 3                | 3                | 1                | 2                | 0                | 31     | 221    | 142    | 66     | 13     |
| H. Mandıracı  | 2                | 0                | 0                | 0                | 0                | 0                | 0                | 0                | 0                | 0                | 0                | 0                | 0                | 0                | 0                | 2      | 0      | 0      | 0      | 0      |
| Y. Onaylı     | 2                | 4                | 3                | 0                | 1                | 0                | 0                | 0                | 0                | 0                | 0                | 0                | 0                | 0                | 0                | 2      | 4      | 3      | 0      | 1      |
| A. Rouzier    | 25               | 437              | 373              | 30               | 34               | 1                | 7                | 7                | 0                | 0                | 7                | 130              | 112              | 6                | 12               | 33     | 574    | 492    | 36     | 46     |
| K. Shoji      | 27               | 101              | 31               | 29               | 41               | 1                | 2                | 0                | 1                | 1                | 7                | 32               | 9                | 16               | 7                | 35     | 135    | 40     | 46     | 49     |
| H. Sıkar      | 13               | 47               | 27               | 16               | 4                | 0                | 0                | 0                | 0                | 0                | 1                | 1                | 1                | 0                | 0                | 14     | 48     | 28     | 16     | 4      |
| M. Silva      | 16               | 144              | 117              | 10               | 17               | -                | -                | -                | -                | -                | 4                | 37               | 33               | 0                | 4                | 20     | 181    | 150    | 10     | 21     |
| G. Vigrass    | 9                | 27               | 19               | 6                | 2                | 0                | 0                | 0                | 0                | 0                | 7                | 48               | 32               | 14               | 2                | 16     | 75     | 51     | 20     | 4      |
| M. Yönet      | 14               | 1                | 0                | 1                | 0                | 0                | 0                | 0                | 0                | 0                | 1                | 0                | 0                | 0                | 0                | 15     | 1      | 0      | 1      | 0      |

P = presenze; PT = punti totali; AV = attacchi vincenti; MV = muri vincenti; BV = battute vincenti